# Gare de Rambouillet
La gare de Rambouillet est une gare ferroviaire française de la ligne de Paris-Montparnasse à Brest, située sur le territoire de la commune de Rambouillet, dans le département des Yvelines, en région Île-de-France.
C'est une gare de la Société nationale des chemins de fer français (SNCF) desservie par les trains du réseau TER Centre-Val de Loire et par ceux de la ligne N du Transilien (réseau Paris-Montparnasse).

## Situation ferroviaire
Établie à 161 m d'altitude, la gare de Rambouillet est située au point kilométrique (PK) 47,810 de la ligne de Paris-Montparnasse à Brest, entre les gares du Perray et de Gazeran.

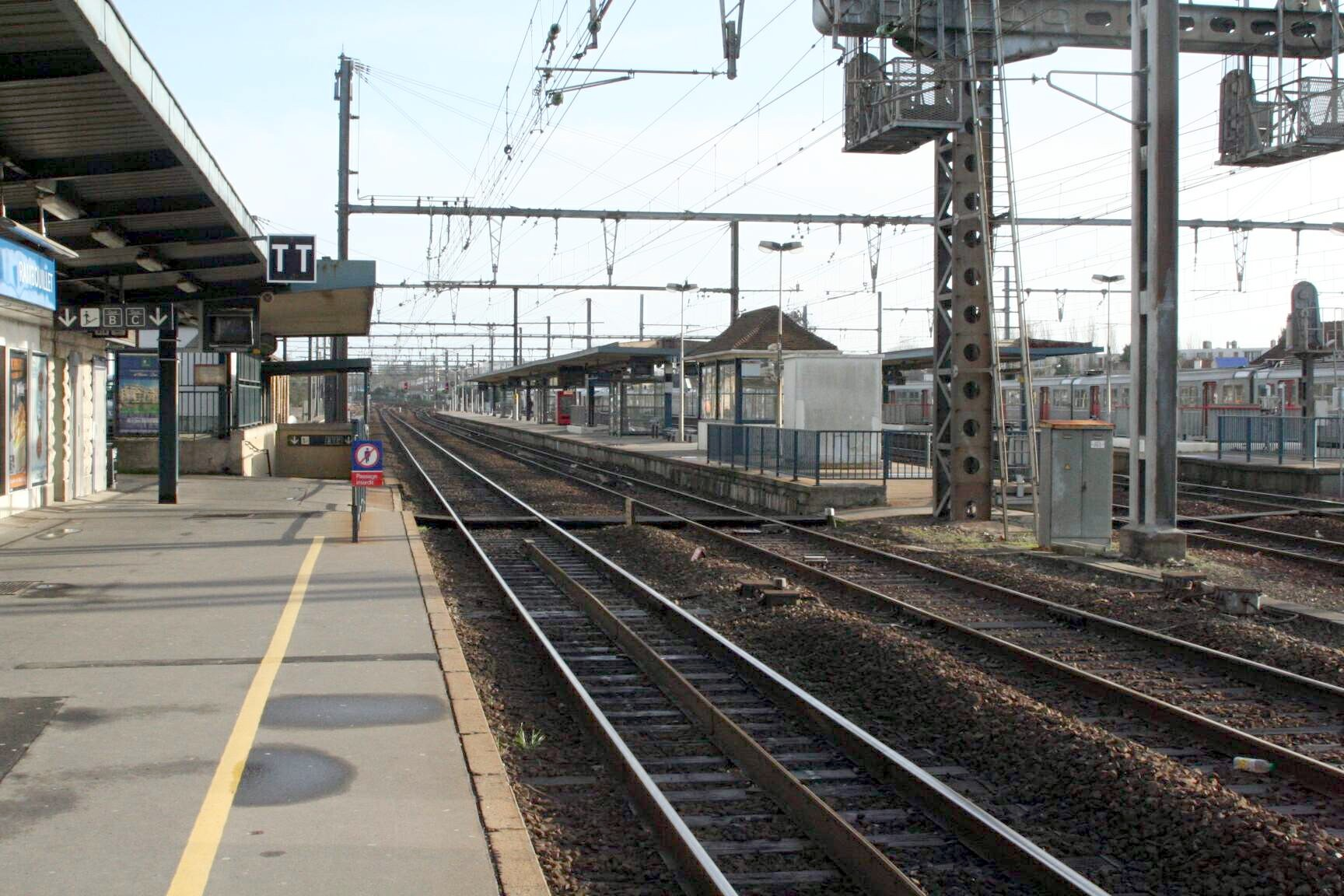
Vue vers Paris.

## Histoire
C'est le 1er septembre 1841, lors d'une séance du conseil municipal, que la décision est prise d'approuver le projet de construction d'une voie ferrée ; le projet est entériné le 16 juillet 1844. Les travaux de la ligne débutent entre Versailles et Chartres cette année-là, la ligne étant déjà ouverte entre Paris et Versailles depuis 1840. En août 1845, les indemnités d'expropriation pour les communes d’Élancourt, La Verrière et Coignières sont fixées au tribunal de Rambouillet ; elles s'élèvent en moyenne à 5 410 francs par hectare. Le 10 mai 1848 débute la construction de la gare. En février 1849, les deux voies sont « à peu près posées en ballast ». La ligne est inaugurée par le président de la République Louis-Napoléon Bonaparte le 5 juillet 1849 à Chartres ; il est également accueilli à la gare de Rambouillet à 11 heures, par le maire et le sous-préfet. La ligne ouvre au public le 12 juillet.
La gare actuelle, après que l'ancienne eut été détruite dans le bombardement américain du 12 août 1944, a été construite en 1956 et inaugurée par René Coty. Au cours de ce bombardement est décédé le chef de gare Fernand Prud'homme, chef de la résistance ferroviaire du secteur de Rambouillet.

## Fréquentation
De 2015 à 2023, selon les estimations de la SNCF, la fréquentation annuelle de la gare s'élève aux nombres indiqués dans le tableau ci-dessous.

| Année     | 2015      | 2016      | 2017      | 2018      | 2019      | 2020      | 2021      | 2022      | 2023      |
| --------- | --------- | --------- | --------- | --------- | --------- | --------- | --------- | --------- | --------- |
| Voyageurs | 5 551 959 | 5 380 142 | 5 197 945 | 4 924 244 | 4 690 955 | 2 237 887 | 3 141 742 | 3 874 743 | 5 059 405 |

## Service des voyageurs

### Accueil
Gare SNCF, elle dispose d'un bâtiment voyageurs avec guichets adaptés pour les personnes handicapées, d'automates Transilien, d'automates grandes lignes, du système d'information sur les circulations des trains en temps réel et de boucles magnétiques pour personnes malentendantes.
Elle est équipée de deux quais centraux et d'un quai latéral décalé encadrant cinq voies. Le changement de quai se fait par un passage souterrain.

### Desserte

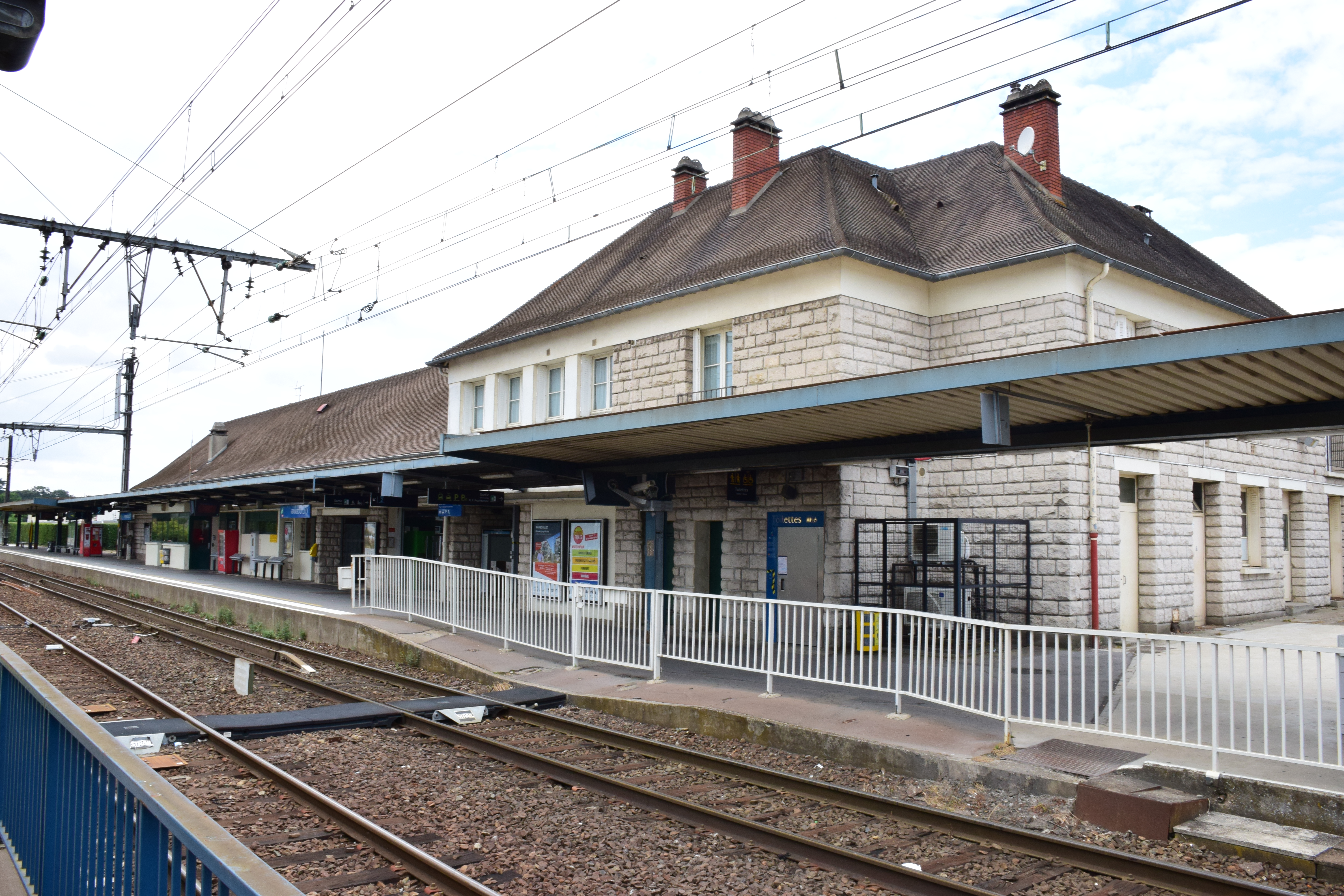
Le bâtiment voyageurs.

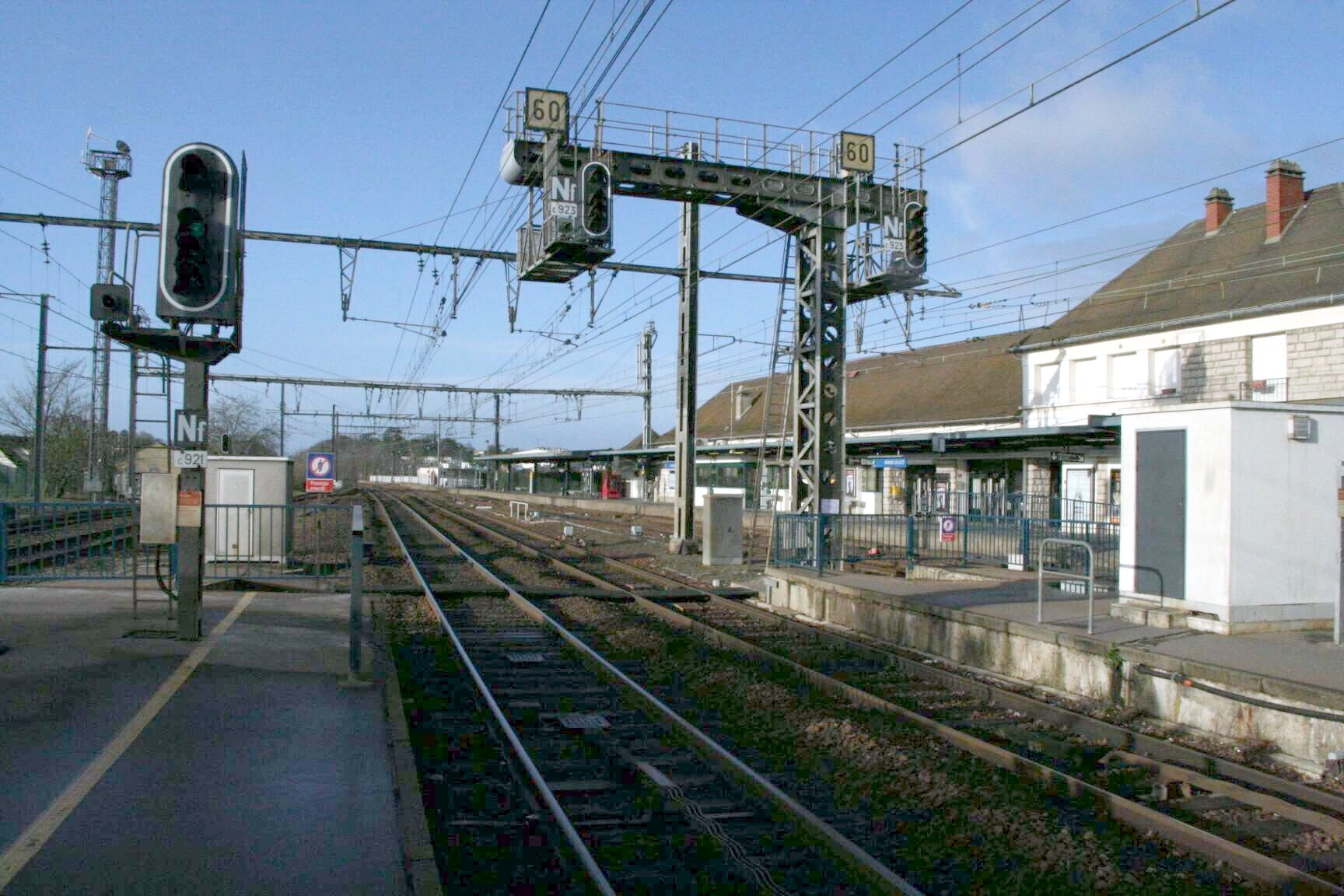
Vue vers Chartres.

La gare est desservie par la ligne TER Centre-Val de Loire de l'axe Le Mans – Nogent-le-Rotrou – Chartres – Paris-Montparnasse. Le temps de trajet est d'environ 1 heure 40 minutes depuis Le Mans, 1 heure 5 minutes depuis Nogent-le-Rotrou, 25 à 40 minutes depuis Chartres et 35 minutes depuis Paris-Montparnasse.
La gare est également un des terminus de trains de la ligne N du Transilien (branche Paris – Rambouillet), à raison d'un train toutes les 30 minutes, sauf aux heures de pointe où la fréquence est d'un train toutes les 15 minutes. Le temps de trajet est d'environ 1 heure 5 minutes aux heures creuses et de 55 minutes aux heures de pointe depuis Paris-Montparnasse.

### Intermodalité

#### Bus
La gare est desservie par les lignes 1, 4, 5, 8, Express 10, Express 11, Express 12, 20, 24, 30, 60, 79, 89, 39.003, 39.203, 39.303, Bel Air, A, B, C, D, E et le service de transport à la demande,  du réseau de bus Centre et Sud Yvelines et, la nuit précédant les samedis, dimanches et jours fériés, par la ligne N162 du réseau Noctilien.

#### Stationnement
Un parking pour les véhicules et les vélos y est aménagé.

## Projet abandonné
Rambouillet aurait dû être mieux desservie puisque le département des Yvelines défendait, en janvier 2006, le prolongement de la ligne U du Transilien (La Défense – La Verrière).
Ce prolongement aurait amélioré la connexion avec La Défense ainsi qu'avec certaines communes de la ville nouvelle de Saint-Quentin-en-Yvelines comme La Verrière, Élancourt, Trappes et Maurepas. Le projet a été abandonné en juillet 2006 selon un échange de propos tenus lors d'une commission particulière du débat public.